# Ginnastica ai Giochi della XXXI Olimpiade - Concorso a squadre maschile
Il concorso a squadre maschile di ginnastica artistica ai Giochi di Rio de Janeiro 2016 si è svolto nella HSBC Arena l'8 agosto. Hanno il diritto di partecipare alla gara le migliori squadre che si sono classificate tra le prime otto posizioni durante le qualificazioni.
In questa competizione vale il modulo 5-3-3: partecipano cinque ginnasti per nazione, tre salgono su un attrezzo e tutti e tre i risultati vengono scelti, al contrario della giornata di qualificazione, dove viene utilizzato il modulo 5-4-3 (cinque ginnasti per nazione, quattro salgono su un attrezzo e i tre risultati migliori vengono scelti).

## Squadre vincitrici
| Oro                                                                          | Argento                                                                                  | Bronzo                                                       |
| Giappone Ryohei Kato Kenzō Shirai Yusuke Tanaka Kōhei Uchimura Koji Yamamuro | Russia Denis Abljazin David Beljavskij Ivan Stretovich Nikolai Kuksenkov Nikita Nagornyj | Cina Deng Shudi Lin Chaopan Liu Yang You Hao Zhang Chenglong |

## Qualificazioni
| Pos. | Nazione       | Ginnasti                                                                                 | Punteggio |
| ---- | ------------- | ---------------------------------------------------------------------------------------- | --------- |
| 1    | Cina          | Deng Shudi, Lin Chaopan, Liu Yang, You Hao, Zhang Chenglong                              | 270.461   |
| 2    | Stati Uniti   | Christopher Brooks, Jacob Dalton, Danell Leyva, Sam Mikulak, Alexander Naddour           | 270.405   |
| 3    | Russia        | Denis Abljazin, David Beljavskij, Ivan Stretovich, Nikolai Kuksenkov, Nikita Nagornyj    | 269.612   |
| 4    | Giappone      | Ryohei Kato, Kenzō Shirai, Yusuke Tanaka, Kōhei Uchimura, Koji Yamamuro                  | 269.294   |
| 5    | Gran Bretagna | Brinn Bevan, Louis Smith, Kristian Thomas, Max Whitlock, Nile Wilson                     | 268.670   |
| 6    | Brasile       | Barretto Francisco Junior, Diego Hypólito, Arthur Mariano, Sergio Sasaki, Arthur Zanetti | 268.078   |
| 7    | Ucraina       | Vladislay Hryko, Ihor Radivilov, Maksym Semiankiv, Andrii Sienichkin, Oleg Verniaiev     | 263.002   |
| 8    | Germania      | Andreas Bretschneider, Lukas Dauser, Fabian Hambuechen, Marcel Nguyen, Andreas Toba      | 261.518   |

## Classifica
| Posizione | Squadra                   | Corpo libero | Cavallo | Anelli | Volteggio | Parallele | Sbarra | Totale  |
| --------- | ------------------------- | ------------ | ------- | ------ | --------- | --------- | ------ | ------- |
| Oro       | Giappone                  | 47.199       | 43.933  | 44.599 | 46.199    | 46.766    | 45.398 | 274.094 |
| Oro       | Ryohei Kato               | 15.466       | 14.933  | —      | 15.000    | 15.500    | 15.066 | 274.094 |
| Oro       | Kenzō Shirai              | 16.133       | —       | —      | 15.633    | —         | —      | 274.094 |
| Oro       | Yusuke Tanaka             | —            | —       | 14.933 | —         | 15.900    | 15.166 | 274.094 |
| Oro       | Kōhei Uchimura            | 15.600       | 15.100  | 14.800 | 15.566    | 15.366    | 15.166 | 274.094 |
| Oro       | Koji Yamamuro             | —            | 13.900  | 14.866 | —         | —         | —      | 274.094 |
| Argento   | Russia                    | 44.766       | 45.299  | 45.432 | 46.033    | 46.033    | 43.890 | 271.453 |
| Argento   | Denis Abljazin            | 15.100       | —       | 15.700 | 15.600    | —         | —      | 271.453 |
| Argento   | David Beljavskij          | 14.666       | 15.500  | —      | 15.033    | 15.800    | 14.958 | 271.453 |
| Argento   | Ivan Stretovich           | —            | 14.766  | —      | —         | 15.100    | 14.766 | 271.453 |
| Argento   | Nikolai Kuksenkov         | —            | 15.033  | 14.866 | —         | 15.133    | 14.166 | 271.453 |
| Argento   | Nikita Nagornyj           | 15.000       | —       | 14.866 | 15.400    | —         | —      | 271.453 |
| Bronzo    | Cina                      | 43.799       | 44.258  | 45.233 | 45.000    | 47.866    | 44.966 | 271.122 |
| Bronzo    | Deng Shudi                | 13.833       | 14.958  | 14.600 | 15.200    | 15.800    | 14.400 | 271.122 |
| Bronzo    | Lin Chaopan               | 14.833       | 14.900  | —      | 14.400    | 15.900    | 15.000 | 271.122 |
| Bronzo    | Liu Yang                  | —            | —       | 15.833 | —         | —         | —      | 271.122 |
| Bronzo    | You Hao                   | —            | 14.400  | 14.800 | —         | 16.166    | —      | 271.122 |
| Bronzo    | Zhang Chenglong           | 15.133       | —       | —      | 15.400    | —         | 15.566 | 271.122 |
| 4         | Gran Bretagna             | 45.099       | 45.623  | 44.066 | 45.399    | 44.566    | 44.999 | 269.752 |
| 4         | Brinn Bevan               | —            | 14.866  | 14.466 | 15.033    | 14.933    | —      | 269.752 |
| 4         | Louis Smith               | —            | 14.766  | —      | —         | —         | —      | 269.752 |
| 4         | Kristian Thomas           | 15.033       | —       | —      | 15.400    | —         | 14.833 | 269.752 |
| 4         | Max Whitlock              | 15.400       | 15.991  | 14.500 | 14.966    | 14.500    | 14.500 | 269.752 |
| 4         | Nile Wilson               | 14.666       | —       | 15.100 | —         | 15.133    | 15.666 | 269.752 |
| 5         | Stati Uniti               | 43.757       | 43.699  | 44.465 | 45.865    | 46.333    | 44.441 | 268.560 |
| 5         | Christopher Brooks        | —            | —       | 14.666 | —         | 15.100    | 15.108 | 268.560 |
| 5         | Jacob Dalton              | 15.325       | —       | 14.833 | 15.466    | —         | —      | 268.560 |
| 5         | Danell Leyva              | —            | 14.333  | —      | —         | 15.533    | 14.333 | 268.560 |
| 5         | Sam Mikulak               | 14.866       | 14.733  | —      | 15.366    | 15.700    | 15.000 | 268.560 |
| 5         | Alexander Naddour         | 13.566       | 14.633  | 14.966 | 15.033    | —         | —      | 268.560 |
| 6         | Brasile                   | 41.733       | 43.433  | 44.332 | 45.032    | 44.533    | 44.665 | 263.728 |
| 6         | Barretto Francisco Junior | —            | 14.400  | 14.400 | —         | 14.700    | 15.166 | 263.728 |
| 6         | Diego Hypólito            | 15.133       | —       | —      | 14.833    | —         | —      | 263.728 |
| 6         | Arthur Mariano            | 14.500       | 14.400  | —      | 15.066    | 14.700    | 14.933 | 263.728 |
| 6         | Sergio Sasaki             | 12.100       | 14.633  | 14.366 | 15.133    | 15.133    | 14.566 | 263.728 |
| 6         | Arthur Zanetti            | —            | —       | 15.566 | —         | —         | —      | 263.728 |
| 7         | Germania                  | 43.532       | 40.948  | 43.132 | 44.540    | 45.391    | 43.732 | 261.275 |
| 7         | Andreas Bretschneider     | 14.533       | 13.516  | 14.466 | —         | 14.425    | 13.666 | 261.275 |
| 7         | Lukas Dauser              | —            | 14.066  | 13.800 | 14.783    | 15.500    | —      | 261.275 |
| 7         | Fabian Hambuechen         | 14.666       | —       | —      | 15.091    | —         | 15.666 | 261.275 |
| 7         | Marcel Nguyen             | 14.333       | 13.366  | 14.866 | 14.666    | 15.466    | 14.400 | 261.275 |
| 7         | Andreas Toba              | —            | —       | —      | —         | —         | —      | 261.275 |
| 8         | Ucraina                   | 27.766       | 43.632  | 29.299 | 44.015    | 30.366    | 27.000 | 202.078 |
| 8         | Vladislay Hryko           | 13.166       | 12.666  | 13.866 | 14.241    | 14.466    | 13.700 | 202.078 |
| 8         | Ihor Radivilov            | 14.600       | —       | 15.433 | 15.333    | —         | 13.300 | 202.078 |
| 8         | Maksym Semiankiv          | 0.000        | —       | 0.000  | —         | 0.000     | 0.000  | 202.078 |
| 8         | Andrii Sienichkin         | —            | 15.333  | —      | 14.441    | —         | —      | 202.078 |
| 8         | Oleg Verniaiev            | —            | 15.633  | —      | —         | 15.900    | —      | 202.078 |